# نسیدیوبلاستوما
نسیدیوبلاستوما (انگلیسی: Nesidioblastoma) نوعی ناشایع از تومور نوراندوکرین لوزالمعده است که انسولین ترشح می‌کند. استفاده از این اصطلاح دست‌کم به سال ۱۹۳۸ برمی گردد. در آن گزارش، این ضایعات به‌عنوان توده‌های بافتی آدنوم خوش‌خیم توصیف شدند که با هیپوگلیسمی شدید و طولانی‌مدت ناشی از ترشح بیش از حد انسولین همراه است. برداشتن جراحی این توده، مشکلات افت قند خون اصلاح نمود. هنگام تعریف این بیماری، هیچ تفکیک دقیقی از انسولینما وجود ندارد، به جز همان توصیف اولیه و تکیه بر روی تشریح دقیق بافت‌شناختی مشاهده‌شده در ساختار جزایر لانگرهانس طبیعی در آدنوم‌ها، که فاقد ویژگی‌های میکروسکوپی تهاجمی بودند.
هیپوگلیسمی عملکردی که با این ضایعات مشاهده می‌شود نیز یکی از ویژگی‌های نسیدیوبلاستوز است که در آن، با این حال، هیپرپلازی گسترده‌تر سلول‌های بتای لوزالمعده، اغلب با ظاهر میکروسکوپی غیرطبیعی، مشاهده می‌شود.